# 726 a.C.

## Eventos
- Isaías profetiza a destruição dos filisteus, que ocupavam parte de Judá, e, em três anos, um desastre com os moabitas.[1]
- Ezequias, ao final do seu primeiro ano de reinado, abre as portas do casa do Senhor, que seu pai Acaz havia fechado.[1]
- Domingo, 21 de abril (no primeiro dia do primeiro mês, calendário judaico): os sacerdotes e levitas, encorajados por Ezequias, se santificam, e purificam a casa do Senhor.[1]
- Domingo, 28 de abril: inicio da santificação da casa do Senhor.[1]
- Domingo, 6 de maio: termina o trabalho de santificação da casa do Senhor. Ezequias oferece sacrifícios no altar.[1]
- A páscoa foi adiada para o segundo mês. Judeus e membros das tribos de Aser, Manassés e Zebulão vem para Jerusalém. As demais tribos riem da notícia.[1]
- Os altares dos ídolos são destruídos.[1]
- Domingo, 3 de junho (décimo-quarto dia do segundo mês): sacrifício do cordeiro pascal.[1]
- Após quatorze dias de festa, os israelitas vão até Efraim e Manassés e destroem os locais de idolatria.[1]
- Ezequiel destroi as serpentes de bronze que Moisés havia feito (Números 21:9) porque os israelitas estavam queimando incenso às imagens.[1]

## Mortes
- Acaz, rei de Judá, sucedido por seu filho Ezequias.[1]